# Хејмдал
Хеимдал или Хејмдал, такође познат као Риг, Гулинтани, и Виндлер или Виндхлер је бог у нордијској митологији.
Он поседује Рог Гјалархорн, има златно-љубичастог коња Гултопира и златне зубе, и син је девет мајки.
Унук је Аегира и праунук Форнџотра . Хеимдал је описан као „Бели бог” са даром предвиђања, оштрог вида и слуха, и стражари у очекивању Рагнарока. 
Његов дом је Химинбјорг, који се налази на месту где се мост од дуге, Бифрест, састаје са небом. Хеимдалу и Локију је предвиђено да убију један другог током Рагнарока.